# زاخومیه (استان اشوی‌داشکسیه)
زاخومیه (به لهستانی:  Zachełmie) یک روستا در لهستان است که در گمینا زاگنانگسک واقع شده‌است. زاخومیه ۵۶۸ نفر جمعیت دارد.